# Едвард Коннеллі
Едвард Коннеллі (англ. Edward Connelly; 30 грудня 1859 — 21 листопада 1928) — американський актор театру і кіно епохи німого кіно. Він з'явився в 69 фільмах між 1914 і 1929 роками. 

## Біографія
Едвард Коннеллі почав свою кар'єру в театрі в 1883 році, як виконавець водевілю. Його кар'єра на Бродвеї розпочалася в 1900 році, в мюзиклі Красуня Нью-Йорка. Останній виступ на Бродвеї відбувся в 1918 році на виставі Дика качка Генріка Ібсена, поряд з Аллою Назімовою.
У кіно, він починає зніматися з 1914 року (Добре чортенятко; Едвіна С. Портера, адаптація однойменної п'єси створеної на Бродвеї в 1913 році). В цілому, Едвард Коннеллі з'явився в 69 фільмах, тільки в період німого і в основному вироблених Metro-Goldwyn-Mayer (Metro Pictures Corporation до 1924). Його останній фільм, знятий в 1928 році, вийшов в травні 1929 року, через кілька місяців після його смерті.

## Театр
- 1900 : Красуня Нью-Йорка / The Belle of New York, комедійний мюзикл
- 1903-1904 : Бабетта / Babette, опера
- 1904 : Центровий птах / Bird Center, п'єса
- 1906 : Вертіти-базікати / Twiddle-Twaddle, рев'ю
- 1909-1910 : Доларова принцеса / The Dollar Princess, опера
- 1913 : Добре чортенятко / A Good Little Devil, п'єса
- 1918 : Дика качка / The Wild Duck, п'єса

## Фільмографія
- 1914: Добре чортенятко / A Good Little Devil — Олд Нік, старший
- 1915: Диявол / The Devil — Диявол
- 1917: Велика таємниця / The Great Secret — доктор Зульф
- 1917: Падіння Романових / The Fall of the Romanoffs — Григорій Распутін
- 1918: Іграшки долі / Toys of Fate — Говард Белмонт
- 1919: Паризька тигриця / The Parisian Tigress — граф де Сушет
- 1919: Неправдиві свідчення / False Evidence — Сенді МакТевіш
- 1919: Червоний ліхтар / The Red Lantern — генерал Юнг-Лу
- 1919: Лігво лева / The Lion's Den — бакалійник Джарвіс
- 1919: Світ і його жінка / The World and Its Woman — Роберт Воррен
- 1919: У старому Кентуккі / In Old Kentucky — полковник Сандаскі Дулітл
- 1920: Близнюк Попелюшки / Cinderella's Twin — Па Дю Гін
- 1920: Йолоп / The Saphead — Масгрейв
- 1920: Вербове дерево / The Willow Tree — Томотада
- 1921: Чарівна сила / The Conquering Power — Нотарі Кручот
- 1921: Каміла / Camille — герцог
- 1921: Чотири вершники Апокаліпсису / The Four Horsemen of the Apocalypse
- 1921: Остання карта / The Last Card — суддя
- 1922: Червона гаряча романтика / Red Hot Romance — полковник Кассій Берд
- 1922: Полонений Зенди / The Prisoner of Zenda — маршал фон Стракенц
- 1922: Квінсі Адамс Сойєр / Quincy Adams Sawyer — диякон Петтенгіл
- 1923: Раб бажання / Slave of Desire
- 1923: Скарамуш / Scaramouche
- 1924: Грішники в шовках / Sinners in Silk — Бейтс
- 1924: Одкровення / Revelation — Августін
- 1924: Золота рибка / The Goldfish — граф Невскі
- 1924: Премія краси / The Beauty Prize — Па Дюбуа
- 1924: Так це шлюб? / So This Is Marriage? — Натан
- 1925: Єдиний / The Only Thing — король Чекія
- 1925: Несвята трійця / The Unholy Three — суддя
- 1925: Весела вдова / The Merry Widow — барон Попофф
- 1925: Відмова / The Denial
- 1925: Схід сонця / Sun-Up — Пап Тодд
- 1925: Вежа брехні / The Tower of Lies
- 1926: Потік / Torrent — Педро Морено
- 1926: Браун з Гарварду / Brown of Harvard — професор Ебботт
- 1926: Барделіс Прекрасний / Bardelys the Magnificent — кардинал Рішельє
- 1927: Любов / Love
- 1927: Принц-студент у Старому Гейдельберзі / The Student Prince in Old Heidelberg
- 1927: Переможці пустелі / Winners of the Wilderness — генерал
- 1927: Шоу / The Show — солдат
- 1927: Коханці? / Lovers? — Дон Северо
- 1928: Через Сінгапур / Across to Singapore — Джошуа Крауніншілд
- 1928: Заборонені години / Forbidden Hours — Прем'єр-міністр
- 1928: Таємнича леді / The Mysterious Lady — полковник Ерік фон Раден
- 1928: Братська любов / Brotherly Love — Коггсвілл
- 1929: Пустельний вершник / The Desert Rider — падре Квінтада